# Разминирање
Разминирање је процес уклањања мина, бомби или неког другог експлозива са неког подручја. Процес разминирања је веома значајан јер се применом различитих средстава обезбеђује нормалан живот и рад цивилном становништву у минираним регионима света. Средства која се пројектују, производе и примењују у операцијама разминирања су разнолика, и по техничким карактеристикама и по ефикасности разминирања.
Циљ у војним операцијама је брзо рашчишћавање пута кроз минско поље, а то се често ради са уређајима као што су детектори и разминирање путем експлозивног хипербаричног таласа. То се мисли да у неко минско поље се баци једна или више аеросолних бомби који стварају у тренутку удара огроман подпритисак што би вероватно изазвало да у кругу од 150-200 метара све до тада неексплодиране мине би се активирали и тиме би то поље постало чисто за пролаз. Такву врсту испитивања су радила Јапанска војска почетком 2000-их година, али се поздано незна који су резултати на крају са тиме постигнути. Проучаване су и друге методе за откривање мина као што су електромагнетске методе, од којих је једна (радар који продире у земљу) коришћена заједно са металним детекторима. Акустичке методе могу осетити шупљину коју стварају мине. Сензори су развијени за откривање испаравања из мина. Животиње попут пацова, паса, свиња која су дресирана да могу да откривају мине, а животиње се такође могу користити за скрининг узорака ваздуха над потенцијалним минским пољима. Такође се користе и други системи за проналажења мина па и уништавање мина а то су: багери, раоници, ударачи и остала средства.
Откривање и уклањање мина опасна је активност, а лична заштитна опрема не штити од свих врста мина. Једном када су пронађене, мине се обично разоружају и уклоне са минског поља или ако постоји сумња у постављање додатних скривених упаљача онда је најсигурније да се уклањају са експлозивима и уништавати их ту на лицу места без померања мине.

## Нагазне мине
Нагазне мине преклапају се с другим категоријама експлозивних средстава, укључујући неексплодирана убојна средства (НУС), као и импровизоване експлозивне направе (ИЕД). Конкретно, већина мина је фабрички изграђена, али дефиниција мина може обухватити и „занатске“ (импровизоване) мине. Повреде од импровизованих експлозивних направа су много озбиљнија, али фабрички изграђене нагазне мине су дуготрајније што значи да су дуже могли да се одрже у природи услед атмосферских промена од импровизованих мина. Током 1999–2016. године, несреће од мина и неексплодираних убојних средстава кретале су се у распону од 3.450 до 9.228. Током 2016. године 78% жртава су били цивили (42% деца), 20% војно и безбедносно особље и 2% пиротехничари.
Постоје две главне категорије мина: противтенковска и противпешадијска. Противтенковске мине намењене су оштећењу тенкова или других возила; обично су веће и за активирање им је потребна тежина од најмање 100 килограма (220 фунти), тако да их пешадија неће активирати.
Противпешадијске мине дизајниране су за савладавање или убијање војника. Постоји преко 350 врста, и оне се деле у две главне групе: експлозивне мине и фрагментационе мине. Нагазне мине се закопавају близу површине земље и активирају се на притисак то јест када је неко нагази потиском од 2 до 11 кг, значи да и тежина малог детета је довољна да би се активирала. Док фрагментационе мине су дизајниране да експлодирају према напред, то јест по правцу доласка непријатеља, што резултира жртвама и до 100 метара удаљености од мине. Њихова величина варира од мине до мине и углавном су металне, тако да их детектори метала лако откривају. Међутим, активирају их и троструке жице које могу бити удаљене и до 20 метара од постављене мине, тако да је неопходно да се открију жице око бомбе, које се активирају када неко жицу закачи.
Кућиште минско-експлозивних мина може бити израђено од метала, дрвета или пластике. Неке мине, које се називају минималним металним укопаним минама, конструисане су са што мање метала - само једним грамом метала (0,035 оз) – што их чини јако опасним јер их детектори не детектују. Уобичајени експлозиви који се користе у нагазним минама је ТНТ.
Нагазне мине се налазе у око 60 земаља. Деминери се морају суочавати са разним окружењима која укључују пустиње, џунгле и урбано окружење. Противтенковске мине су обично дубље закопане, док су противпешадијске мине обично закопавају на 6 инча од површине. Могу се постављати ручно или су бацане из авиона, али такође могу да се испаљују и из вишецевних бацача ракета (ВБР-а), па тако минска поља могу бити правилних или неправилних образаца. У урбаним срединама великих потешкоћа може бити у проналажењу мина ако има доста разрушених зграда и метала има на све стране, тако да то представља велики изазов за инжињеријске екипе које морају да пронађу те мине. А у руралним срединама, ерозија тла може покренути или преместити мине, што такође отежава налажење, нарочито ако су постављене по некој шеми и неком утврђеном распореду.

## Војно и хуманитарно разминирање
Постоје два посебна типа откривања или детекције мина (енгл. Minesweeping) и њиховог уклањања: војно у ратним условима и хуманитарно разминирање у условима релативног мира.

### Војно разминирање
Војно разминирање се углавном одвија у ратним условима где је циљ створити сигуран пут за трупе и опрему. Војници који ово спроводе познати су као инжињерци, пионири или пиротехничари. Понекад војници могу да заобиђу минско поље, али то може бити проблематично јер онда их непријатељ баш тамо и очекује на другим правцима ван минских поља. Ако инжењерија мора да очисте пут (операција позната као пробијање кроз минска поља), они онда могу бити под јаком непријатељском ватром и требаће им помоћ од својих да би неутралисали противничку ватру, а уједно и димном завесом да сакрију своје деминере, да би омогли на миру да очисте минско поље. Прихваћен је одређени ризик од жртава, али инжењерија и под јаком ватром ће морати да уклоне препреке у року од 7-10 минута да би избегли прекомерне жртве. Можда ће морати да раде у лошим временским условима или ноћу, због камуфлаже. Потребна је да  укапирају приликом чишћења у каквом распореду су постављена минска поља, затим врсте мина и начин на који су постављене, њихова густина и образац постављања.
U Drugom svetskom ratu, један од метода који је немачки СС користио за чишћење минских поља је био да терају заробљене цивиле преко њих. Хуманијим методама сматрају се мински плугови, које су постављали на тенкове Шерман и Цхурцхилл. Такве а и сличне варијанте се користе и дан данас. Тенковски или багерски плугови су посебно дизајнирани где им плуг служи за ископавање мина и одгурну их у страну, тако чистећи терен контаминиран минама. Брзи су и ефикасни за чишћење трака за возила и још увек су причвршћени за неке врсте тенкова и возила на даљинско управљање.

### Хуманитарно разминирање
Хуманитарно разминирање је компонента минских акција, у циљу смањења друштвене, економске и еколошке штете од мина. Други „стубови“ минске акције су образовање о ризицима, помоћ жртвама, уништавање залиха и убеђивање о забрањеној употреби противпешадијских мина и касетне муниције. То се ради у корист цивила, а не војске, а циљ је да се у највећој могућој мери смањи ризик за пиротехничаре и цивиле. У неким ситуацијама то је нужан предуслов и за друге хуманитарне програме. Нормално, национално тело за противминско деловање (НМАА) има примарну одговорност, којим управља преко центра за уклањање мина (МАЦ). Ово координира напоре других актера, укључујући владиних агенција, невладине организације (НВО), комерцијалних компанија као и војску.
Међународни стандарди противминског деловања (ИМАС) пружају правни оквир за противминско деловање, иако и саме по себи нису правно обавезујуће, оне су замишљене као смернице за државе да развију сопствене стандарде. ИМАС се такође ослања на међународне уговоре, укључујући и Конвенцију о забрани мина, који садржи одредбе за уништавање залиха и чишћење минских поља.
У деведесетима, пре ИМАС-а, Уједињене нације су захтевале да деминери морају да очисте 99,6% свих мина и експлозивних средстава. Међутим, професионални пиротехничари су открили да је и тај проценат неприхватљив јер би у супротном одговарали ако било која мина касније нанесе штету цивилима. ИМАС позива на уклањање свих мина и НУС-а из одређеног подручја до одређене дубине.
Једном када се пронађе мина, најчешћи начини уклањања су ручно уклањање мине (спор и опасан процес) или експлодирање више експлозива (опасно и скупо). Истраживачки програми истраживали су алтернативе како мину да униште без експлозије, користећи хемикалије или топлоту.
Најчешћи експлозивни материјал је ТНТ, врло је стабилан, не сагорева се шибицом и високо је отпоран на киселине или уобичајена оксидациона средства. Међутим, неке хемикалије користе аутокатализну реакцију да је униште. Диетиленетриамин (ДЕТА) и ТНТ се спонтано запале када дођу у контакт један са другим. Један систем укључује боцу ДЕТА стављену преко експлозива ТНТ-а; спајањем оба их доводи до тога да се ТНТ троши за неколико минута. Остале хемикалије које се такође могу користити у ту сврху укључују пиридин, диетиламин и пирол. Они немају исти ефекат на експлозиве као што су РДКС и ПЕТН.
Методе топлотног уништавања производе довољно топлоте да сагоревају ТНТ. Једна од тих метода користи ракетно гориво. Тхиокол, компанија која је израђивала моторе за шатлове, развила је методу сагоревања мина са горивом. Постављен поред мине и активиран на даљину, достиже температуру већу од 1.927 °C (3.501 °F), сагоревајући рупу у кућишту мине и тако сагорева и троши експлозив. Те такозване бакље на ракетно гориво је користила америчка морнарица на Косову и у Јордану.

## Контаминација и чишћење
Од 2017. године, за противпешадијске мине се зна да контаминирају 61 државу, а сумња се у још 10. Најзагађеније (са више од 100 km² минског поља) су Авганистан, Ангола, Азербејџан, Босна и Херцеговина, Камбоџа, Чад, Ирак, Тајланд и Турска. Земље чланице споразума о забрани противпешадијских мина дужне су да очисте све мине у року од 10 година од приступања овом споразуму, а од 2017. године 28 земаља је успело у томе. Међутим, има још неколико земаља које нису успеле да испуне овај рок па су због тога затражиле продужење тог рока.
Извештај корпорације РАНД из 2003. проценио је да постоји још око 45-50 милиона мина, а 100.000 се очисти сваке године, тако да би било потребно око 500 година да се све то очисти, када би се овим досадашњим темпом чистило. Међутим, постоји велика неизвесност у укупном броју мина као и величини захваћеног подручја. Евиденције оружаних снага често су непотпуна или је уопште и нема, а има и много мина које су бацане и из авиона. Различити природни догађаји попут поплава могу померати мине и даље постављати, ако су мине биле постављање по некој шеми, после одређеног периода се дешавало због поплава и других атмосферских утицаја да се те мине нађу и неколико десетина метара од места постављања. Један од таквих случајева се десио у БиХ када је поплава однела цело минско поље за неколико стотина метара. Тако је умногоме отежало деминерима да очисте минско поље. Када се очисте минска поља, стварни број мина је далеко мањи од почетне процене; на пример, ране процене Мозамбика било је ту има неколико милиона, али након што је обављена већина рашчишћавања пронађено је само 140.000 мина. Стога је можда тачније рећи да постоје милиони, а не десетине милиона.
Пре уклањања минских поља потребно их је лоцирати. Ово се започиње нетехничким прегледом, прикупљањем записа о минским пољима и несрећама која су се у том подручју дешавала од заосталих мина, онда интервјуисањем бивших бораца и мештана, постављајући упозоравајућих знакова у близини минских поља. Ово све је допуњено техничким извиђањем, где се потенцијално опасна подручја физички истражују како би се побољшало знање о њиховим величини минских поља и његове крајње границе. Добра анкета може у великој мери смањити време потребно за чишћење подручја; у једној студији о 15 земаља, мање од 3 процента очишћене површине заправо су садржавале мине. Значи да треба прво добро то проучити, пре него што се уопште крене у чишћење терена.

## Заштитно одело за деминере
Деминери морају да имају заштитну опрему као што су кацига, визир, минерске рукавице, прслуци и чизме, у покушају да их заштите ако се мина случајно активира. Стандарди ИМАС захтевају да се неки делови тела (укључујући груди, трбух, препона и очи) заштите од експлозије од 240 грама ТНТ-а на удаљености од 60 центиметара; препоручује се заштита главе. Иако пише да се морају користити чизме отпорне на експлозију, то баш и није случај, јер чизме баш и не штите толико добро као што пише у упутствима али могу дати неки лажни осећај сигурности.
Препоручена опрема може пружити значајну заштиту од противпешадијских мина, али ИМАС стандарди потврђују да нису адекватни за фрагментацију противпешадијских мина. Постоји више врста заштитног одела и јачине заштите од мина, али ако је баш тежак оклоп онда то зна да буде јако неугодно јер је изузетно тешко радити у таквом оделу, па постоји већа вероватноћа да деминери неће носити тако тешку опрему. Та тешка опрема је јако крута, па не може човек ни да се сагне како треба, нити да запали штапине са детонатором, једноставно не може ништа да уради. Тешка опрема даје већу заштиту од мина, али је тотално непрактична за озбиљнији рад деминера.

## Економија
Према једној процени Ujedinjenih nacija, цена нагазне мине износи између 3 и 75 долара, док је цена уклањања између 300 и 1000 долара. Међутим, такве процене могу бити погрешне. Трошкови чишћења могу се знатно разликовати јер зависе о терену, подлози (густа шума и лишће нарочито отежавају) и методи; а испоставило се да неке области за које се проверава постојање мина немају ниједну, а све то кошта па и те провере.
Иако споразум о забрани мина ставља главну одговорност на државе тамо где се и налазе противпешадијске мене да очисти своја минска поља, ипак за то је потребна помоћ и од других држава. У 2016. години 31 донатор (предвођени Сједињеним Америчким Државама са 152,1 милиона долара и Европском унијом са 73,8 милиона долара) допринели су укупно 479,5 милиона долара за дејство против мина , од чега је 343,2 милиона долара отишло у образовање и ризик образовања. Првих пет држава који су добили помоћ од  54% ове целокупне подршке су: (Irak, Avganistan, Hrvatska, Kambodža i Laos).

## Детекција и уклањање минско експлозивних средстава (МЕС)
Појам детекција мина се односи на методу која се користи при откривању мина у земљишту, неком од тренутно расположивих технологија. Методе које „траже“ укопане мине на основу разлика у електромагнетским особинама околног земљишта и мина, затим метода која детектује присуство мина на основу података добијених мерењем подрхтавања тла када се земљиште изложи акустичким или сеизмичким таласима, као и методе које детекцију заснивају на регистровању постојања честица експлозива у ваздуху и земљи. Исто тако и методе које могу детектовати присуство експлозива у самом кућишту мина, као и традиционалан начин откривања мина пипалицом. Савремене методе описују на који начин се употребом мултисензора могу поправити две најважније карактеристике детекције: велика вероватноћа детекција и мала вероватноћа појављивања лажних сигнала. Са задовољењем ових услова и време проведено у чишћењу минских препрека ће бити осетно смањено.
При сваком кретању у борбеним дејствима јединице извиђају и настоје да пронађу минске препреке. Осим заплењеним документима и обавештајним подацима прикупљеним од локалног становништва или заробљеника, минске препреке откривају се визуелно, знаковима који демаскирају (хумке на земљишту, остаци ископане земље, трагови кретања минополагача, промене боје вегетације), „ручним“ проналажењем и технологијама у којима нису директно укључени људи.

### Ручно проналажење мина
Метод проналажења мина ручно – пипалицом је очигледно врло спор, изузетно опасан и напоран. Таквим методом разминира се око 1m² за 4 минуте, а особа која то ради може нормално да ради само 20-30 минута пре него што затражи одмор. Пипалица је штап којим се убада у земљиште и, опаженом разликом у тврдоћи, настоји „напипати“ укопана мина. Убада се опрезно, из лежећег, клечећег или стојећег става, под углом од 300, како се не бих активирао упаљач. Метода детекције мина пипалицом је врло поуздана и тачна, и може заменити било коју другу методу. Убод пипалицом може активирати мине јер могу бити намерно постављене са упаљачем у страну, могу бити помакнуте померањем земљишта или имати додатни упаљач који реагује на покушаје разминирања. Стога ручно претраживање пипалицама не само да је монотоно и физички напорно, већ се изводи и под јаким психичким оптерећењем.
Претраживање је врло отежано на земљишту покривеном високом вегетацијом, као и на каменитом земљишту. Мине могу да да буду закопане и дубље него што пипалица допире што такође представља проблем.

### Машине за уклањање мина
Механичко разминирање користи тешка механизацију као што су мотокултиватори, дробови (тресачи), ваљци и утоваривачи. Механизација је коришћена још у Првом светском рату, у почетку су били "гломазни и непоуздани", али су побољшани додатним оклопом, сигурнијим дизајном кабина, поузданим погонским моторима, и новије генерације имају и даљинско управљање. Сада се примарно користе у хуманитарном разминирању за техничка извиђања, за припрему терена (уклањање вегетације и троструких жица), и за детонирање експлозива.
Системи као што су ваљци  састоје се од тешког бубња опремљеног зубима или комадима који су намењени уништавању или детонацији мина до одређене дубине. Међутим, мине могу бити гурнуте наниже или сакупљене у том окретном „лучном таласу“ испред ваљка. Ове машине имају проблема са стрмим падинама, влажним условима и великим камењем; лагана вегетација побољшава перформансе, али дебља вегетација то отежава. Ваљци су први пут коришћени на Схерман тенковима где имају испружен ротирајући бубањ на који су причвршћени ланци са теговима на крају. Ланци се понашају попут окретних чекића, ударна снага је довољна да уклони мине, разбије их на комаде, оштети детонирајући механизам или избаци мине из дубине земље. Оклоп кабине штити од експлозије возача, јер је кабина тако и дизајнирана да одбије шрапнеле од мине. Ефикасност чишћења мина може бити приближно 100% у идеалним условима, али су забележене стопе чишћења далеко мање и крећу се од 50 до 60%.
Први пут коришћени у Првом светском рату са тенковима, ваљцима дизајнирани су да детонирају мине; возила отпорна на експлозију са челичним точковима, као што је Цасспир , служе сличној намени. Међутим, они који се користе у хуманитарном разминирању не могу издржати експлозију из противтенковске мине, па њиховој употреби мора претходити пажљиво истраживање.
Ископавањем тла до одређене дубине, врши се модификованим грађевинским возилима, као што су булдожери, багери, утоваривачи, трактори и сијачице. На та возила додатно се уграђују оклопне плоче и ојачано стакло. Уклоњено земљиште се просијава и прегледа. Такође се може чистити терен са индустријском дробилицом стена, која је довољно робусна да издржи експлозије из противтенковских мина. Ископавање је поуздан начин чишћења подручја до дубине до које други механички системи не могу да достигну, а користи се у неколико земаља. Конкретно, ХАЛО Труст процјењује да њихов програм ископавања уништава мине око 7 пута брже од ручних деминера.
Студија из Женеве из Међународног центра за хуманитарно разминирање 2004. године закључила је да су подаци о перформансама система механичког разминирања лоши, па као резултат тога је предложено да се не користе као примарни систем чишћења (осим багера). Међутим, до 2014. године поверење у ове системе нарасло је до тачке у којој су их неки деминери користили као примарни систем чишћења.
Механичке технике деминирања имају и неке потешкоће. На стрмим и валовитим теренима могу прескочити део земље. Оператори могу бити угрожени од неисправних мина или мина са детонаторима који закснело дејство експлозије, то јест након преласка преко мине она може да експлодира са малим закашњењем што доводи у опасност и особу у машини, као и људства који се нађу у близини; и интелигентне мине које су постављене на неку падину и користе разне сензоре да би активирали експлозив на оклопно возило. Зато су осмишљени и сигурнији системи као што је употреба возила на даљинско управљање као што су Цатерпиллар Д7 МЦАП (Сједињене Државе) и Цатерпиллар Д9 (Израел).
- У Другом светском рату тенк М4 Шерман је био опремљен за чишћење минских поља
- Хидрема возило за деминирање.[42]
- Цасспир са челичним оклопом кабине за возаче такође возило за деминирање
- ИДФ булдозер Д9 користи стандардне специјалне мини-плугове за избацивања мина на површину земље

### Детекција мина методама базираним на електромагнетским својствима

#### Проналажење мина детекторима метала
Метални детектори које користе деминери раде на истим принципима као детектори коришћени у Првом светском рату и модернизовани током Другог светског рата. Пољски официр деминер Јозеф Косацки је дизајнирао детектор мина који је коришћен за чишћење минских поља током друге битке за Ел Аламејн.
Иако су детектори метала постали много лакши, осетљивији и лакши за руковање од ранијих модела, основни принцип је и даље електромагнетска индукција. Струја кроз жичану завојницу ствара магнетно поље које варира у времену које заузврат индукује струју у проводљивим објектима у земљи. Заузврат, ове струје стварају магнетно поље које индукује струју у пријемној завојници, а резултирајуће промене електричног потенцијала могу се користити за откривање металних предмета. Слични уређаји користе и хобисти, овде се мисли на особе који траже племените метале.
Скоро све мине садрже довољно метала да их се открије. Ниједан детектор не нађе све мине, а перформансе зависе од фактора као што су земља, врста мине и дубина укопа. Међународно истраживање из 2001. године открило је да је најефикаснији детектор пронашао 91 посто испитних мина у глиненом земљишту, али само 71 посто у тлу богатом гвожђем. Најгори детектор пронашао је свега 11 процената чак и у глиненом земљишту. Резултати се могу побољшати вишеструким пролазима кроз минска поља.
Још је већи проблем број лажних детектујућих резултата. Минска поља садрже многе друге фрагменте метала, укључујући шрапнеле, кућишта метака и металне минерале. 100-1000 таквих објеката је пронађено за сваку стварну мину. Што је већа осетљивост детектора, више је лажних позитивних резултата. Камбоџијски центар за уклањање мина открио је да је током шестогодишњег периода 99,6 посто времена (укупно 23 милиона сати) било проведено копајући непотребно, јер је детектор лажно сигнализирао. Још један од података у Камбоџи од 1992. до 1998. године од пронађених 200 милиона металних предмета само око 500.000 су биле антиперсоналне мине и друге експлозивне направе (значи мање од 0,3 процената).

#### Проналажење мина уз помоћ георадара
Георадари представљају допуну детекторима метала. За разлику од њих који детектују само присуство метала, георадари детектују промене у диелектричним својствима материјала, па самим тим могу детектовати и присуство неметалних мина. За разлику од већине метода за детекцију мина приказаних табелом (којом) георадари имају дугу историју и у потпуности су истражени. Први георадар је конструисан далеке 1929. године за мерење дубине Аустријског глечера, а први георадар намењен детекцији мина 1940.

#### Метода детекције на бази мерења проводности
Ова врста детекције користи електричну струју малог интензитета да направи слику расподеле електричне проводности проводног медијума. Технологија је од интереса због релативно ниске цене, као и због тога што се мерењем електричне проводности проводног медијума добија директна информација о његовом саставу. Због тога што се проводност земље налази унутар одређеног опсега, технологија је употребљива и за детекцију закопаних објеката, конкретно мина.
Уређај за мерење проводности земље се састоји из дводимензиналног низа електрода положених на земљи. Када је један пар електрода побуђен електричном струјом реда 1mA, на осталим се мери електрични напон. После побуђивања свих независних парова електрода од интереса и мерења одговарајућих напона, посебним алгоритмом користећи мерене податке се конструише слика расподеле електричне проводности земље. Присуство металне или неметалне мине ће пореметити расподелу електричне проводности у земљи.
Због чињенице да и металне и неметалне мине поремећују расподелу електричне проводности, технологија се може искористити за детекцију свих врста мина. Посебна погодност представља добра детекција мина у влажним условима, као што су плаже, обале мора, пиринчана поља, мочваре и друга влажна места, што произилази из чињенице да је вода добар проводник. За проналазак мина у таквим условима није потребан директан контакт са земљом, већ се контакт може остварити преко водене површине. Хардвер потребан за реализацију оваквог детектора је релативно прост и јефтин. Да би детектор успешно функционисао потребан је физички контакт између дводимензионалног низа електрода и земље, што може проузроковати активирање мине. Технологија је осетљива на електрични шум, што ограничава употребу ових детектора у проналажењу мина на већим дубинама. Такође, детектор се не може користити у екстремно сувим условима, као што што су пустиње, због лоше проводности земље.

#### Детекција мина методом анализе инфрацрвеним зрачењем
Овом методом се могу детектовати мине анализирајући промену температуре земљишта изнад или око њих. Велики део сунчеве енергије апсорбује земља, водећи њеном загревању. Као резултат загревања, земља емитује топлотну енергију која се може детектовати сензорима инфрацрвеног зрачења. Процеси загревања и хлађења у току дана доводе до различитог топлотног понашања укопаних објеката и земље, формирајући температурну разлику. Код неметалних мина ова разлика настаје због чињенице да је она бољи топлотни изолатор него земља. У току дана, танак слој земље изнад мине тежи да акумулише топлотну енергију зато што мина спречава транспорт топлоте испод ње. Као резултат тога, земља изнад мине ће бити топлија у односу на њену околину. У вечерњим часовима, слој земље изнад мине ће брже предавати топлотну енергију, постајући хладнији. Два пута у току дана ће температура земљишта испод мине и њене околине бити иста, онемогућавајући детекцију. Поред Сунца као природног извора енергије, за загревање тла је могуће користити и вештачке као што су озрачивање тла микроталасима високе енергије и обасјавањем ласерима. Ова метода не захтева физички контакт система за детекцију са земљиштем па се може користити са безбедне удаљености. За кратко време се може скенирати релативно велика област, а када се детекција врши из ваздуха посебно је ефикасан проналазак мина на површини земље. Већина сензора за детекцију мина ради у средњоталасном или дуготаласном делу инфрацрвеног спектра, али су присутна и одређена техничка ограничења. Наиме, пошто се Сунце помера током дана, сенке дрвећа, зграда и осталих чврстих објеката такође се померају. Те промене количине сунчеве енергије присутне су и на минираном подручју. Облачни дани смањују или елиминишу количину сунчеве енергије, а падавине смањују диелектрични интерфејс земљишта мина. Поред тога, инфрацрвени сензори не могу „гледати“ кроз чврсте објекте (лишће на пример) и захтевају оптички приступ минама.

### Акустичко-сеизмичка метода
Акустичко-сеизмичка метода се састоји у генерисању звучних или сеизмичких таласа према земљи и мерењу вибрација на њеној површини. Овај процес је сличан тражењу дрвених делова у зиду: материјали са различитим особинама вибрирања ће се понашати различито када се изложе звучним или сеизмичким таласима. За разлику од претходно описаних метода, код ове се присуство мина не заснива на електромагнетским својствима материјала.
Акустичко-сеизмички систем за детекцију мина генерише звук изнад земље преко звучника. Део акустичке енергије се рефлектује од површине земље, а остатак наставља пропагацију у виду таласа. Када талас наиђе на укопане предмете, као што су мине, део енергије се рефлектује према површини земље, изазивајући подрхтавање тла. специјализовани сензори могу детектовати ове вибрације без контаката са земљом. У ту сврху се најчешће користе радари, ултрасонични уређаји, ласерски виброметри и микрофони. Рад сензора, базираних на овој методи, се заснива на разликама у механичким особинама мина и околног земљишта, и по томе се они разликују од било којих других. На тестирањима је уочен изузетно мали број лажних сигнала. Приликом једног тестирања у Аризони од 19 укопаних противтенковских мина, акустичко-сеизмички систем је успешно пронашао 18 што представља вероватноћу детекције од 95%, уз постојање само једног лажног сигнала. Показано је да присуство стена и делића метала у земљи не изазива појаву лажних сигнала, а да до евентуалне појаве може доћи услед присуства стаклених боца и конзерви због сличних особина подрхтавања. Додатна погодност представља имуност на екстремно суве и влажне услове, мада постоји ограничење у детекцији на залеђеном тлу.
Највећи недостатак ове методе је немогућност проналаска мина на већим дубинама због знатног слабљења енергије одбијене од укопаних предмета са порастом дубине. Мине које се налазе на дубини већој од њених димензија немогуће је пронаћи. Додатни недостатак може представљати густа вегетација која може уносити сметње у рад сензора за детекцију вибрација, као и релативно спора детекција. Време потребно за скенирање једног квадратног метра износи од 125 до 1000 секунди.

### Биолошке методе за детекцију мина
Биолошке методе за детекцију мина се састоје у коришћењу сисара, инсеката и микроорганизама у детекцији присуства честица експлозива у ваздуху и на земљи. Када је мина укопана у земљи, она скоро увек испушта честице експлозива и друге хемијске деривате у околно земљиште кроз мале пукотине на телу мина или кроз само тело мина у случају неметалних мина. Око 95% експлозивних честица ће бити задржано у земљи у околини мине, а осталих 5% ће напустити област у којој се налази мина, најчешће растварањем у води присутној у земљишту и каснијим испаравањем.

#### Пси
Употреба паса за намене детекције и разминирања почела је у Другом светском рату, међутим тек у последње две деценије 20. века пси су постали значајан део глобалних напора у хуманитарном разминирању, па се данас у 23 државе у свету користи више од 600 паса у програмима хуманитарног разминирања. Изузетна развијеност чула мириса и могућност њиховог увежбавања да њухом проналазе различите предмете користе се у детекцији мина. Пас има њух који 100 до 1000 пута надмашује и најосетљивије хроматографске апарате, а може осетити паре експлозива из укопаних и положених мина годинама после производње. У идеалним условима (без ветра, нормална температура ваздуха, погодно земљиште), увежбани пас лако проналази минирана подручја. Пси се тренирају коришћењем традиционалних оперативних метода. За сваку успешно пронађену мину пси добијају храну. Предност у коришћењу паса у детекцији мина је у томе што не постоји мина коју пас не може нањушити. Недостаци су што се пси брзо замарају (дневно могу радити највише 4-5 сати), обука паса је дуготрајан процес (око две године) и што пас минирана подручја проналази много лакше него појединачну мину. Велика предност паса у детекцији јесте брзо претраживање подручја на којима нема мина и што релативно лако и брзо проналазе границе минских поља (што је од свих активности у проналажењу мина најтеже и најопасније).

#### Афрички пацови
Попут паса и џиновски афрички пацови се обучавају да нањуше хемикалије попут ТНТ-а у минским пољима. Белгијска невладина организација АПОПО обучава пацове у Танзанији по цени од 6000 долара по пацову. Ови пацови под надимком "ХероРАТС", распоређени су у Мозамбику и Камбоџи. АПОПО финансира рад са штакорима за уклањањем више од 100.000 мина.
Пацови имају предност што су далеко мање тежине од људи па и паса, па је мања вероватноћа да ће активирати мине. Они су довољно паметни да уче понављајући задатке; а за разлику од паса, они се не везују за своје тренере, па их је лакше пребацивати између руковаоца. Имају много мање лажних детектованих резултата него детектори метала, који откривају било који облик метала, тако да за један дан могу да покрију подручје које би детектору метала могли да ураде за две недеље.

#### Пчеле
Пчеле имају оштро чуло мириса и могу се тренирати да пронађу експлозиве, бомбе и копнене мине, као и остале хемикалије, укључујући дроге и тела у распадању.
Пчеле се тренирају на исти начин као пси и пацови. Награђују се храном помешаном са мирисом хемијске материје која се истражује. Оне указују на присуство мириса својом бројношћу, а констатовано је да тај траг детектују на неколико метара од циља. Као и остали биолошки системи који осећају мирис, пчеле не могу да пронађу мине које испаравају. Оне се не могу користити ноћу, по лошем времену, киши и ветру, када температура падне на нулу или близу тачке мржњења. За разлику од паса, пчеле нису везане за водича и укупни трошкови су вишеструко мањи. Могу се припремити и пустити у „употребу“ у року једног или два дана и у сврху проналаска мина се могу користи локалне пчеле и пчелари.

#### Бактерије
Научници су 1990. године открили врсту бактерија, која у присуству ТНТ показује особину флуоресценције. Врста протеина која се налази у овим бактеријама препознаје облик молекула ТНТ и у његовом присуству показује флуоресценцију. Принцип рада се састоји у наношењу бактерија на потенцијално минско подручје, најчешће из ваздуха коришћењем авиона или хеликоптера. После неколико сати тим људи детекторима испитује особину флуоресценције са земље или из ваздуха. Овом методом се за кратко време може испитати велика област. Појава лажних сигнала је сведена на минимум због тога што бактерије реагују само на присуство молекула ТНТ. Метода је осетљива на спољне услове као што су екстремно високе температуре и екстремно сува земља која за кратко време апсорбује бактерије. Додатан недостатак може представљати недетекција појединих сигнала са бактерија детекторима флуоресценције. Уколико приликом транспорта и постављања мина део експлозивних честица напусти тело мина, може доћи до појаве флуоресценције и на местима испод којих се не налазе мине.

### Хемијске методе за детекцију мина
Велики број небиолошких метода за детекцију присуства честица експлозива у ваздуху и на земљи је истраживан последњих пар година.
Од свих хемијских метода за детекцију мина приказаних у табели сензор за одређивање присутности честица експлозива базиран на промени флуоресценције може детектовати најмању количину (свега 10-15g/ml). Сензор се састоји из две стаклене плочице премазане танким слојем флуоресцентног полимера. Када испарење које у себи садржи честице експлозива прође између стаклених плочица, долази до тренутног губитка флуоресценције које полимери емитују. Специјализован уређај за детекцију промене флуоресценције обавештава оператера звучним сигналом о присуству експлозива.
| Врста методе                                                                     | Количина експлозива која се може детектовати (број грама експлозива у једном милилитру ваздуха) |
|                                                                                  |                                                                                                 |
| Метода базирана на промени флуоресценције у присуству честица експлозива         | 10−15                                                                                           |
| Метода базирана на промени отпорности у присуству честица експлозива             | 10−12                                                                                           |
| Метода базирана на промени резонантне фреквенције у присуству честица експлозива | 10−11                                                                                           |
|                                                                                  |                                                                                                 |

Сензор за одређивање присуства честица експлозива у ваздуху методом промене отпорности се састоји из низа детектора од композита полимера, док сваки индивидуални детектор садржи одабрану комбинацију полимера и чађи. Чађ овде делује као електрични проводник и користи се за мерење отпорности детектора. Она је потребна за мерење отпорности зато што су већина полимера изолатори. Када је испарење које у себи садржи честице експлозива прошло кроз сензор матрицу, аналит се апсорбовао и узроковао бубрење полимера. То бубрење може прекинути пут проводности честицама чађи, што директно повећава отпорност тог детектора. Сваки индивидуални детектор има различиту реакцију на различите аналите. Промена измерене отпорности математички се прорачунава, а резултат прорачуна је одређивање аналита присутног у испарењу.
Основне компоненте сензора за одређивање присуства честица експлозива у ваздуху мерењем резонантне фреквенције су високофреквентни резонатори (од 2 до 6GHz), који се развијају као екстремно осетљиви масени сензори, органски слојеви (филмови) способни да селективно апсорбују циљне узорке мириса (испарења) и интелигентни софтвер конструисан тако да детектује одзиве узорака у проводном слоју и информише оператера о томе. Резонантна фреквенција средства мења се када се апсорбују испарења, а величина и временска зависност промене фреквенције функција су конкретног органског слоја.
Уређаји базирани на овим методама су малих димензија и тежине, лаки за транспорт и руковање и мали потрошачи електричне енергије. Типична величина једног уређаја поредива је са величином детектора метала, и као и они, могу да раде из покрета. Недостатак ових метода је могућа појава лажних сигнала, као резултат присуства честица експлозива из других извора. Ово је нарочито често у областима борбених дејстава због огромне количине експлозива која потиче из конвенционалних оружја. Детекција металних мина у ектремно сувим условима такође представља ограничење.

### Метода детекције мина бомбардовањем неутронима
Метода се састоји у разликовању честица експлозива у мини и структуре околног земљишта бомбардовањем неутронима и детекцијом гама зрачења или повратних неутрона. У зависности од одзива (да ли је у питању гама зрачење или су питању повратни успорени неутрони) разликују се: метода топлотног активирања неутрона ТНА (енгл. Thermal Neutron Activation) и метода промене енергије неутрона (енгл. Neutron Moderation).
Топлотним активирањем неутрона узорак се бомбардује неутронима емитованим од радио изотопа или акцелатора. Они ступају у интеракцију са језгрима азота, којим обилује већина експлозива, резултујући емисијом специфичног гама зрачења које се може детектовати. ТНА може пенетрирати земљиште до дубине 100-200 mm. Међутим, присутна је опасност од деловања неутронског извора на оператера. Физика рада је онемогућила прављење система малих димензија и тежине, па не постоје ручно-преносиви миноистраживачи који се базирају на овој методи.
Метода промене енергије неутрона се састоји у бомбардовању земљишта неутронима и детекцијом повратних успорених неутрона. Мерењем односа броја повратних успорених неутрона и броја инцидентних брзих неутрона се користи као индикатор присуства мине. Физика процеса дозвољава употребу зрачења мањих снага и омогућује коришћење ручно-преносивих миноистраживача. Метода даје најбоље резултате у детекцији објеката који у себи садрже хемијске елементе са малим атомским бројем. Са друге стране, присуство воде у земљишту изискује много лажних сигнала због присуства водоника. До појаве лажних сигнала долази и услед флуктуација на површини земљишта. Могуће решење ових проблема се састоји у генерисању визуелне просторне слике од пристиглих неутрона из земљишта.

### Нуклеарна четворополна резонанција
Нуклеарна четворополна резонанција је RF (енгл. Radio Frequency) техника намењена испитивању и детектовању специфичних хемијских састојака, укључујући и експлозив. Уређај базиран на овој методи индукује RF импулсе на одређеним фреквенцијама усмерених према земљи преко калема примакнутог тлу. Под утицајем RF електромагнетских таласа спинови у атомима могу да пређу из једног енергетског нивоа у други, али само на одређеним фреквенцијама. Када се то деси долази до појаве резонанције и формирања повратног сигнала (електрични потенцијал) у пријемном калему.
За разлику од других техника, вероватноћа појаве лажних сигнала зависи од времена испитивања области и количине честица експлозива у земљи. Повећањем времена испитивања се може постићи велика вероватноћа детекције уз малу вероватноћу појаве лажних сигнала. Тако на пример, време испитивања у трајању од 2-3 минута води ка вероватноћи детекције од 0,99, односно вероватнотноћи појаве лажних сигнала мањој од 0,05. Техника је посебно погодна за детекцију мина које у себи садрже RDX (цикло-триметилен-тринитроамин) због добрих перформанси и кратког трајања испитивања (мање од три секунде). Додатна погодност представља робусност на различите типове земљишта. На RF фреквенцијама од 1-5 MHz нема претераног слабљења таласа у земљи.
Главни недостатак нуклеарне четворополне резонанције је лоша детекција мина које у себи садрже ТНТ, због изузетно слабог сигнала који стиже не површину земље. Детекција је једино могућа са знатним повећањем времена испитивања. Други недостатак могу представљати RF сметње из околине. Те сметње су нарочито изражене приликом детекције ТНТ, јер се његове резонантне фреквенције(790-900KHz) налазе у АМ радио опсегу. Овом методом се не могу детектовати мине са металним телом, због немогућности проласка RF таласа кроз њих, као и мине које у себи садрже течан експлозив. Поступак је врло осетљив на раздаљину пријемног калема и екплозива, па због тога, уређај мора бити примакнут близу тла. То може бити проблематично код терена обраслог густом вегетацијом.

### Поређење карактеристика метода детекције мина
Велики број лажних сигнала утиче да детекција мина буде спор, опасан и скуп процес. Сваки објекат сигнализиран детектором метала мора се испитати ручно. Поред детектора метала, последњих година су развијене методе које детектују неке друге карактеристике мина. Главни циљеви тих метода су знатно смањење лажних сигнала и велика вероватноћа детекције мина. На тај начин се смањује време разминирања и смањују шансе да специјализовано људство (пиротехничари) буду повређени. У табели су сумиране све методе које се користе у детекцији мина. Друга колона у табели показује на ком принципу се врши детекција. Остале колоне приказују предности и недостатке сваке од метода. Као што се из табеле и може уочити не постоји метода која се може применити у детекцији свих типова мина и под свим условима. Тако на пример, нуклеарна четворополна резонанција успешно и брзо проналази мине које садрже тетрил као основно пуњење, док је ограничена проналаском мина која у себи садрже ТНТ. Системи за акустичку детекцију мина генеришу изузетно мали број лажних сигнала, али они не могу пронаћи мине које су закопане на већим дубинама. Сензори за хемијску детекцију садржаја мина могу детектовати мине са малим садржајем метала у влажној земљи, али са њима се не могу детектовати мине у сувом земљишту.
| Технологија                                         | Принцип рада                                                        | Предности                                                          | Недостаци                                                             |
|                                                     |                                                                     |                                                                    |                                                                       |
| Методе базиране на електромагнетским својствима     |                                                                     |                                                                    |                                                                       |
| Детектори метала                                    | Индуковање електричне струје у металним деловима мине               | Детекција независна од временски променљивих услова                | Лоша детекција неметалних мина; Велики број лажних сигнала            |
| Георадар                                            | Рефлексија радио-таласа од укопаних објеката и земље                | Могућност детекције свих типова мина                               | Екстремно суви и влажни условима; Стене, корење биљака, подземне воде |
| Метода детекције на бази мерења проводности         | Одређивање расподеле електричне проводности у земљи                 | Могућност детекције свих типова мина                               | Екстремно суви услови; Могућност нежељене детонације мина             |
| Метода анализе инфрацрвеним зрачењем                | Анализа промене температуре земљишта                                | Брза претрага; Рад са безбедне удаљености                          | Немогућност проналаска индивидуалних мина                             |
|                                                     |                                                                     |                                                                    |                                                                       |
| Акустичко/сеизмичка метода                          | Рефлексија звука или сеизмичких таласа од укопаних објеката и земље | Мали број лажних сигнала; не ослања се на електромагнетна својства | Мине на већој дубини; Вегетација; Залеђено тло                        |
|                                                     |                                                                     |                                                                    |                                                                       |
| Методе за детекцију честица у ваздуху или на земљи  |                                                                     |                                                                    |                                                                       |
| Биолошке методе (пси, пчеле, бактерије)             | Живи организми детектују присуство експлозива                       | Потврда присуства експлозива                                       | Екстремно суви услови; Појава лажних сигнала                          |
| Метода заснована на промени флуоресценције полимера | Промена флуоресценције полимера у присуству експлозива              | Потврда присуства експлозива                                       | Екстремно суви услови; Појава лажних сигнала                          |
| Метода базирана на промени отпорности полимера      | Промена отпорности полимера у присуству експлозива                  | Потврда присуства експлозива                                       | Екстремно суви услови                                                 |
| Метода заснована на промени резонантне фреквенције  | Промена резонантне фреквенције у присуству експлозива               | Потврда присуства експлозива                                       | Екстремно суви услови; Појава лажних сигнала                          |
|                                                     |                                                                     |                                                                    |                                                                       |
| Методе за детекцију експлозива унутар мина          |                                                                     |                                                                    |                                                                       |
| Нуклеарна четворополна резонанција                  | Детекција резонанције атомског језгра побуђеног РФ импулсом         | Идентификација експлозива                                          | ТНТ; Течни експлозив; Радио сметње;                                   |
| Методе детекције мина бомбардовањем неутронима      | Детекција емисије зрачења из језгара атома                          | Идентификација експлозива                                          | Влажно земљиште; Флуктуације на површини земљишта                     |
|                                                     |                                                                     |                                                                    |                                                                       |
| Метода детекције пипалицом                          | Испитивање земљишта пипалицом                                       | Поуздан начин који може одменити било коју методу                  | Тежак терен, камење, корење; Потребан физички контакт са мином        |
|                                                     |                                                                     |                                                                    |                                                                       |

### Савремене методе
Савремене методе се односе на примене мултисензора у детекцији мина. Наиме, ниједан појединачан метод за детекцију мина не може постићи велику вероватноћу детекције при малој вероватноћи појаве лажних сигнала, за све типове мина и у свим временски променљивим условима. Као што је јасно из претходних поглавља, сваки метод има извесна ограничења. Основни разлози за увођење мултисензорског система су смањење броја лажних сигнала и повећање вероватноће детекције, и смањење времена потрошеног у детекцији. Мултисензор за детекцију мина који комбинује технологије са различитим изворима лажних сигнала, значајно може смањити њихову појаву. У табели је дат упоредни приказ независних технологија и узроци појављивања лажних сигнала.
| Врста детекције                    | Узроци појављивања лажних сигнала        |
|                                    |                                          |
| Детектор метала                    | Парчићи метала                           |
| Георадар                           | Стене, корење, подземне воде             |
| Акустичко-сеизмичка метода         | Конзерве, стаклене боце, шупљине у земљи |
| Промена флуоресценције полимера    | Остаци експлозива                        |
| Нуклеарна четворополна резонанција | RF сметње                                |
|                                    |                                          |

Такође, коришћењем мултисензорских система повећава се вероватноћа проналаска различитих типова мина у различитим типовима земљишта. Као што се из табела може и уочити, могуће је направити мултисензорски систем који је робустан на различите спољне услове и типове мина.
| Врста детекције                    | Металне мине | Неметалне мине | Мине са ТНТ | Мине са | Сува земља | Влажна земља |
|                                    |              |                |             |         |            |              |
| Детектор метала                    | да           | не             | да          | да      | да         | да           |
| Георадар                           | да           | да             | да          | да      | да         | не           |
| Акустичко-сеизмичка метода         | да           | да             | да          | да      | да         | да           |
| Промена флуоресценције полимера    | да           | да             | да          | да      | не         | да           |
| Нуклеарна четворополна резонанција | не           | да             | не          | да      | да         | да           |
|                                    |              |                |             |         |            |              |

Подаци из појединих сензорских компонената мултисензора за детекцију мина се могу предавати оператеру на два начина. Код првог начина свака компонента мултисензора обезбеђује оператеру независтан сигнал. На основу тих сигнала оператер доноси коначну одлуку. Тако на пример, мултисензор HSTAMIDS (енгл. Handheld Standoff Mine Detection System), који се састоји из георадара и детектора метала, даје два независна сигнала оператеру- један са детектора метала и други са георадара- и оператер на основу њих мора одлучити на којим местима ће се вршити ископавања. Други приступ подразумева обраду сигнала пристиглих са појединих компонената сензора, посебним алгоритмима, и прослеђивање јединственог сигнала оператеру на основу којег се доноси одлука.